# Coupe du monde de marathon 2007
La Coupe du monde de marathon 2007 s'est déroulée dans le cadre de l'épreuve de marathon des championnats du monde d'athlétisme 2007 à Osaka.
Le classement se fait par addition des temps des 3 premiers (premières) de chaque équipe.

## Femmes
| Rang | Pays       | Athlètes             | Temps           | temps individuel | rang individuel |
| ---- | ---------- | -------------------- | --------------- | ---------------- | --------------- |
| 1    | Kenya      |                      | 7 h 35 min 02 s |                  |                 |
|      |            | Catherine Ndereba    |                 | 2 h 30 min 37 s  | 1               |
|      |            | Rita Jeptoo Sitienei |                 | 2 h 32 min 03 s  | 7               |
|      |            | Edith Masai          |                 | 2 h 32 min 22 s  | 8               |
| 2    | Chine      |                      | 7 h 35 min 52 s |                  |                 |
|      |            | Chunxiu Zhou         |                 | 2 h 30 min 45 s  | 2               |
|      |            | Xiaolin Zhu          |                 | 2 h 31 min 21 s  | 4               |
|      |            | Shujing Zhang        |                 | 2 h 33 min 46 s  | 11              |
| 3    | Japon      |                      | 7 h 37 min 39 s |                  |                 |
|      |            | Reiko Tosa           |                 | 2 h 30 min 55 s  | 3               |
|      |            | Kiyoko Shimahara     |                 | 2 h 31 min 40 s  | 6               |
|      |            | Mari Ozaki           |                 | 2 h 35 min 04 s  | 14              |
| 4    | Russie     |                      | 7 h 50 min 34 s |                  |                 |
|      |            | Lyubov Morgunova     |                 | 2 h 33 min 41 s  | 10              |
|      |            | Gulnara Vygovskaya   |                 | 2 h 33 min 57 s  | 12              |
|      |            | Nailya Yulamanova    |                 | 2 h 42 min 56 s  | 32              |
| 5    | Italie     |                      | 8 h 12 min 41 s |                  |                 |
|      |            | Anna Incerti         |                 | 2 h 36 min 36 s  | 17              |
|      |            | Deborah Toniolo      |                 | 2 h 39 min 46 s  | 26              |
|      |            | Lucilla Andreucci    |                 | 2 h 56 min 19 s  | 48              |
| 6    | États-Unis |                      | 8 h 13 min 24 s |                  |                 |
|      |            | Ann Alyanak          |                 | 2 h 42 min 23 s  | 31              |
|      |            | Zoila Gómez          |                 | 2 h 44 min 49 s  | 35              |
|      |            | Dana Coons           |                 | 2 h 46 min 12 s  | 38              |
| 7    | Éthiopie   |                      | 8 h 58 min 46 s |                  |                 |
|      |            | Magarsa Assale Tafa  |                 | 2 h 38 min 01 s  | 22              |
|      |            | Zekiros Adanech      |                 | 2 h 54 min 00 s  | 47              |
|      |            | Robe Tola            |                 | 3 h 26 min 45 s  | 56              |

## Hommes
| Rang | Pays         | Athlètes                | Temps           | temps individuel | rang individuel |
| ---- | ------------ | ----------------------- | --------------- | ---------------- | --------------- |
| 1    | Japon        |                         | 6 h 54 min 23 s |                  |                 |
|      |              | Tsuyoshi Ogata          |                 | 2 h 17 min 42 s  | 5               |
|      |              | Satoshi Osaki           |                 | 2 h 18 min 06 s  | 6               |
|      |              | Toshinari Suwa          |                 | 2 h 18 min 35 s  | 7               |
| 2    | Corée du Sud |                         | 7 h 12 min 08 s |                  |                 |
|      |              | Ju-Young Park           |                 | 2 h 21 min 49 s  | 15              |
|      |              | Young Chun Kim          |                 | 2 h 24 min 25 s  | 24              |
|      |              | Myongseung Lee          |                 | 2 h 25 min 54 s  | 26              |
| 3    | Kenya        |                         | 7 h 12 min 33 s |                  |                 |
|      |              | Luke Kibet              |                 | 2 h 15 min 59 s  | 1               |
|      |              | William Kiplagat        |                 | 2 h 19 min 21 s  | 8               |
|      |              | Laban Kagika            |                 | 2 h 37 min 13 s  | 52              |
| 4    | États-Unis   |                         | 7 h 15 min 00 s |                  |                 |
|      |              | Mbarak Kipkorir Hussein |                 | 2 h 23 min 04 s  | 21              |
|      |              | Mike Morgan             |                 | 2 h 23 min 28 s  | 23              |
|      |              | Kyle O'Brien            |                 | 2 h 28 min 28 s  | 32              |
| 5    | Éthiopie     |                         | 7 h 19 min 08 s |                  |                 |
|      |              | Gashaw Asfaw            |                 | 2 h 20 min 58 s  | 14              |
|      |              | Dejene Birhanu          |                 | 2 h 27 min 50 s  | 31              |
|      |              | Ambesse Tolosa          |                 | 2 h 30 min 20 s  | 38              |
| 6    | Tanzanie     |                         | 7 h 23 min 20 s |                  |                 |
|      |              | Samson Ramadhani        |                 | 2 h 25 min 51 s  | 25              |
|      |              | Getuli Bayo             |                 | 2 h 26 min 56 s  | 30              |
|      |              | Michael Tluway Mislay   |                 | 2 h 30 min 33 s  | 39              |
| 7    | Israël       |                         | 7 h 23 min 22 s |                  |                 |
|      |              | Seteng Ayele            |                 | 2 h 22 min 27 s  | 19              |
|      |              | Wodage Zvadya           |                 | 2 h 29 min 21 s  | 34              |
|      |              | Asaf Bimro              |                 | 2 h 31 min 34 s  | 40              |
| 8    | Portugal     |                         | 7 h 24 min 58 s |                  |                 |
|      |              | Alberto Chaíça          |                 | 2 h 23 min 22 s  | 22              |
|      |              | Luís Feiteira           |                 | 2 h 29 min 34 s  | 35              |
|      |              | Paulo Gomes             |                 | 2 h 32 min 02 s  | 42              |